# XXI Premis Turia
Els XXI Premis Turia foren concedits el 7 de juliol de 2012 per la revista valenciana Cartelera Turia amb la intenció de guardonar les persones i col·lectius que haguessen destacat l'any anterior en qualsevol de les categories i seccions que cobria la revista: cinema (pel·lícula espanyola i estrangera, actor i actriu), teatre, arts plàstiques, literatura, gastronomia, mitjans de comunicació, esports, música i literatura. La llista de guanyadors era escollida per l'equip de redactors i col·laboradors de la revista. Hi col·laboren l'Institut Municipal de Cultura i Joventut de l'Ajuntament de Burjassot (IMCJB), la Fundació Cultural Bancaixa i la Universitat de València.
L'entrega es va dur a terme a l'Auditori Casa de Cultura de Burjassot i fou presentada novament per Tonino i Juanjo de la Iglesia, amb l'actuació especial del mag Karim i amenitzada pel Joan Soler Quintet de jazz.
El premi consisteix en una estàtua que imitava la que sortia a la mítica pel·lícula El falcó maltès (1950) de John Huston.

## Guardons
Els guanyadors de l'edició foren:
| Categoria                             | Premiat                                      | Labor premiada                                |
| ------------------------------------- | -------------------------------------------- | --------------------------------------------- |
| Millor Pel·lícula Espanyola           | No habrá paz para los malvados               | Enrique Urbizu                                |
| Millor Pel·lícula Estrangera          | Midnight in Paris                            | Woody Allen                                   |
| Millor Opera Prima                    | EVA                                          | Kike Maíllo Iznájar                           |
| Premi Nous Realitzadors               | Blackthorn                                   | Mateo Gil                                     |
| Premi Nous Realitzadors               | Cinco metros cuadrados                       | Max Lemcke                                    |
| Premi Especial Turia                  | La voz dormida                               | Benito Zambrano                               |
| Premi Especial Turia                  | Grupo 7                                      | Alberto Rodríguez Librero                     |
| Premi Cine Social                     | Wilaya                                       | Pedro Pérez Rosado                            |
| Millor producció valenciana           | El Capitán Trueno y el Santo Grial           | Maltés Producciones / Sorolla Films           |
| Millor Actor                          | José Coronado                                | No habrá paz para los malvados                |
| Millor Actor                          | Fernando Tejero                              | Cinco metros cuadrados                        |
| Millor Actriu                         | Malena Alterio                               | Cinco metros cuadrados                        |
| Millor Actor Revelació                | Marc Clotet                                  | La voz dormida                                |
| Millor contribució musical            | Luis Pastor                                  |                                               |
| Premi Especial Circ                   | Circo Gran Fele                              |                                               |
| Millor contribució literària          | Clara Sánchez                                | Entra en mi vida                              |
| Premi Especial contribució literària  | Editorial Bromera                            | 25è Aniversari                                |
| Millor contribució gastronòmica       | Restaurant L'Escaleta (Cocentaina)           | -                                             |
| Millor contribució cultura del vi     | Bodegas Chozas Carrascal (Utiel-Requena)     | -                                             |
| Premi "La Turia te pone verde"        | Xúquer Viu                                   |                                               |
| Millor contribució cívica             | Cristina Ponce i Proyecto Paula              |                                               |
| Millor contribució social             | Sindicat d'Estudiants del País Valencià      |                                               |
| Millor contribució periodística       | Ignacio Escolar                              |                                               |
| Millor contribució cultural del còmic | Cristina Durán Costell i Miquel À. Giner Bou | Una posibilidad entre mil La máquina de Efrén |
| Premi Huevo de Colón                  | Nacho Vidal                                  | Actor porno                                   |

## Premi per votació dels lectors
| Categoria                    | Pel·lícula                     | Director       |
| ---------------------------- | ------------------------------ | -------------- |
| Millor pel·lícula espanyola  | No habrá paz para los malvados | Enrique Urbizu |
| Millor pel·lícula estrangera | Midnight in Paris              | Woody Allen    |